# McNary
McNary – wieś w Stanach Zjednoczonych, w stanie Luizjana, w parafii Rapides.